# 波吕达玛斯
波吕达玛斯是一名亚历山大大帝时期的伙友骑兵，可能是马其顿人或色萨利人。他在法尔萨利阿队（Pharsalian）中充当帕曼纽的护卫。之后，他把亚历山大的命令带给克里安德，帕曼纽被处决了。在命令执行后，他被帕曼纽的部队处以私刑。